# Lahe (Alatskivi)
Lahe est un village de la Commune de Alatskivi du Comté de Tartu en Estonie.
Au 31 décembre 2011, il compte un unique habitant.